# ボシー・バンド
ボシー・バンド（The Bothy Band）は、1970年代半ばに活動したアイルランド伝統音楽バンドである。アイルランド伝統音楽を演奏する最も影響を与えたバンドの1つとの評価をすぐに手にした。その技術的に裏付けされた熱い音楽は、1979年の解散の後もアイルランド伝統音楽の動きに意義深い影響を与え続けた。

## 歴史
ボシー・バンドは1975年にブズーキ奏者のドーナル・ラニーによって、彼が自分自身のレコード会社マリガン・レコード（Mulligan Records）を立ち上げるためにプランクシティ（Planxty）を脱退した後に結成された。ラニーは新しいレーベルの初期のプロジェクトのため、イリアン・パイプス奏者のパディ・キーナン、フルートおよびホイッスル奏者のマット・モロイ、フィドル奏者のパディ・グラッキン、そしてアコーディオン奏者のトニー・マクマホンを招いた。ほどなくアイルランド伝統音楽グループ スカラ・ブレイ（Skara Brae）に参加している兄妹、アコースティックギター奏者のミホール・オ・ドーナル、クラビネットとボーカルのトリーナ・ニ・ゴーナルが加わった。
当初このグループは Seachtar (ゲール語で数字の 7 の意味)と呼ばれていたが、トニー・マクマホンがBBCでプロデューサーとして勤務するため脱退した後にミホール・オ・ドーナルによって改名された。ボシー・バンドは1975年2月2日にトリニティ・カレッジ (ダブリン大学)でデビューした。なお、ボシー・バンドという名はミホールがスコットランド滞在中にエディンバラのSandy Bell'sというパブで目にした「The Bothy Band 1898」と題された伝統音楽ミュージシャンの写真に由来する。
1975年にボシー・バンドはバンドと同名のファースト・アルバムをマリガン・レコード（アイルランド国内のみ。アメリカでは グリーン・リネット、イギリスでは ポリドール・レコード）からリリースし、決定的な賞賛を受けてアイルランド伝統音楽における重大な影響力を持つとの評価を築いた。1976年に彼らはセカンド・アルバム『Old Hag You Have Killed Me』をリリースし、やはり大きな賞賛を受けてファン層を広げた。1977年に彼らはおそらく最後となるスタジオ録音のアルバム『アウト・オブ・ザ・ウインド・イントゥ・ザ・サン』を収録した。1979年にボシー・バンドはライブ・アルバム『アフター・アワーズ (ライヴ・イン・パリ)』をリリースした。
4年のうちに、ボシー・バンドは様々なフィドル奏者を迎えた。初代のパディ・グラッキンは、デビュー・アルバム前にドニゴールのフィドル奏者 トミー・ピープルズに交代している。（なお、トミーはこの数年前にマットおよびトリーナと1691というバンドを組んでいた）。
また、2枚目のアルバムの前にスライゴースタイルのフィドル奏者 ケヴィン・バークに交代した。
1979年の解散後、メンバーはアイルランド伝統音楽の動きに影響のある音楽的な役割を果たし続けた。ドーナル・ラニーはプランクシティに戻り、そしてのちにケルティック・ロック・バンド、ムーヴィング・ハーツ（Moving Hearts）の結成を促した。彼は音楽プロデューサーとして働き続け、そしてのちにモザイクを結成し、2004年と2007年に2枚のアルバムをリリースしている。マット・モロイは国際的に著名なアンサンブル、チーフタンズに参加し、ケヴィン・バークはミホール・オ・ドーナルとのデュオを含むいくつかの単独活動を経て、ジャッキー・デイリー（デ・ダナンの元メンバー）やアンディ・アーヴァイン（プランクシティの元メンバー）と共にバンド、パトリック・ストリート（Patrick Street）を結成した。ミホール・オ・ドーナルとトリーナ・ニ・ゴーナルは成功したグループ、レラティヴィティ（Relativity）とナイトノイズを結成することになった。
1994年、それまでリリースされなかった1970年代からのコンサート録音が『ライヴ・イン・コンサート』としてリリースされた。これは1976年7月15日にBBC パリ劇場（ロンドン）、および1978年7月24日にナショナル・シアター（ロンドン・キルバーン）で収録されたライブ音源をまとめたものである。
1999年、アイルランド語のTV局、TG4が前年に創設した「グラダム・キョール (Gradam Ceoil) TG4」にて、パディ・グラッキン、トミー・ピープルズ、マット・モロイ、ドーナル・ラニー、ミホール・オ・ドーナル、トリーナ・ニ・ゴーナルの6人による臨時の再結成が行われた。
2006年7月のミホール・オ・ドーナルの死の後、残ったボシー・バンドのメンバーは2007年5月24日にダブリンのヴァイカー・ストリートで開催された追悼コンサート「Ómós- A Gig for Mícheál」（Ómósはゲール語で「追悼」の意味）で一堂に会した。このコンサートの売上は全てアイリッシュ・トラディショナル・ミュージック・アーカイブ（en:Irish Traditional Music Archive）に寄付された。

## ディスコグラフィ

### アルバム
- The Bothy Band (1975年) Track listing of 1983 reissue at irishtune.info
- Old Hag You Have Killed Me (1976年) Track listing of 1982 reissue at irishtune.info
- 『アウト・オブ・ザ・ウインド・イントゥ・ザ・サン』 - Out of the Wind – Into the Sun (1977年) Track listing of 1985 reissue at irishtune.info
- 『アフター・アワーズ (ライヴ・イン・パリ)』 - After Hours (Live in Paris) (1979年) Track listing of 1984 reissue at irishtune.info
- Best of the Bothy Band (1983年) Track listing of 1988 reissue at irishtune.info
- 『ライヴ・イン・コンサート』 - The Bothy Band Live in Concert (1994年) Track listing at irishtune.info [4]